# Dr. I. Q.
Dr. I.Q. fue un programa de concurso cultural basados en la conducción de Jorge Marrón durante los años 50 y 60. El programa comenzó en la radio y se transmitía desde varias salas de cine de la Ciudad de México. Estaba basado en la versión estadounidense del mismo nombre que se estrenó en 1953. Con el desarrollo de la televisión en México se determinó convertirlo en parte de la programación de Canal 2 de Telesistema Mexicano, hoy Televisa.

## El Programa
¡Arriba a mi derecha! ¡Abajo a mi izquierda!, decía el  Dr. I. Q. (abreviatura en inglés del coeficiente intelectual), para ubicar a sus edecanes en el graderío donde estaban los participantes de este programa de concursos, y cuyo conocimiento cultural y otras capacidades ponía a prueba formulándoles preguntas capciosas a gran velocidad. De resultar acertadas la respuestas, Jorge Marrón (nombre real del conductor) lo remarcaba gritando a todo pulmón: "¡Perfectamente bien contestado!", antes de entregarles su premio en efectivo.

## Del conductor
Jorge Marrón se dio a conocer durante la década de los años 50 y 60 con la emisión del programa de radio y televisión, Dr. I. Q. siendo ya un hombre mayor. Gracias a la brillante personalidad del conductor este programa alcanzó altos niveles de audiencia de los años 50s y 60s, quien se presentaba diciendo -Jorge, servidor; Marrón de ustedes - que ese era su nombre.
Hombre maduro, de cabello ondulado totalmente blanco, con lentes de amplios cristales, y extraordinaria facilidad de palabra y agilidad mental al plantear sus preguntas, Jorge Marrón intercalaba chistes y bromas en su diálogo con los concursantes.
Tenía una personalidad brillantísima y de hombre docto, por lo que su programa alcanzó el más alto índice de audiencia (rating) de aquellos tiempos.
Nació en el Puerto de Veracruz, de donde salió muy joven. Cuando encontraba a alguna persona que le decía ser de aquella ciudad, don Jorge preguntaba por la familia fulana o por la zutana. Era la nostalgia por el terruño que había dejado atrás.